# Caradrina terrea
Caradrina terrea är en fjärilsart som beskrevs av Freyer 1840. Caradrina terrea ingår i släktet Caradrina och familjen nattflyn. Inga underarter finns listade i Catalogue of Life.